# Vercurago
Vercurago är en ort och kommun i provinsen Lecco i regionen Lombardiet i Italien. Kommunen hade 2 821 invånare (2018).